# 寺尾香信
寺尾 香信（てらお こうしん、2003年8月5日 - ）は、日本のアイドル。ボーイズグループ・DXTEENのメンバー。広島県江田島市沖美町出身。LAPONEエンタテインメント所属。

## 略歴

### デビュー前
- 2021年4月8日から6月13日にかけてGYAO!、およびTBSテレビ系列で放送・配信されたサバイバルオーディション番組『PRODUCE 101 JAPAN SEASON2』に参加。初回順位は48位ながらも、第2回順位発表式で20位となりファイナルに進出。最終順位17位で脱落。
- 2021年12月17日、LAPONEエンタテインメントの練習生制度「LAPONE BOYS & LAPONE GIRLS」の公開練習生であることが発表。
- 2022年、SEVENTEEN「HIT」や、HIGHLIGHT「DAYDREAM」のダンスカバー動画などを公開。練習生としてレッスンに励む様子や活動がYouTubeチャンネルなどを通して更新されていたが、同年9月からは全SNSの更新を休止して、更なる練習へ専念することが発表された。

### デビュー
- 2023年2月13日、LAPONE BOYSとして練習生をしていた大久保波留・寺尾香信・平本健・福田歩汰4名のもとに新たに谷口太一・田中笑太郎の2名が加わり、6名でDXTEENとしてデビューすることが発表された[2]。
- 2024年1月17日にサプライズ配信された、JO1・INI・DXTEENの3組による初の合同楽曲でありLAPOSTAのテーマソング「LOVE ALL STAR」で、自身初の作詞参加（河野純喜、金城碧海、髙塚大夢、平本健との共作）[3]。

## 人物・エピソード
- 実家が寺であり、高校生のときにお坊さんの資格を所得している[4]。キャッチフレーズは「お寺の息子」「お寺の寺尾」「菩薩系アイドル」。
- メンバーカラーはグリーン。グループではボーカルを担当している。チャームポイントはクシャッと笑う笑顔と包み込むような低音ボイスが特徴的である。
- 実家の島から広島市にある広島大学附属中学校・高等学校に、船で通学していた[5]。
- アイドルを目指したきっかけは、高校1年生のときの文化祭で友達に誘われて、BTSのダンスを披露したこと[6]。
- 特技は野球（小学生から習っていて中高野球部に所属）、ピアノ（3歳から中学生まで習っていた）、囲碁（中国地方大会で5位になったことがある。高校時代、囲碁部にも所属）、ベース（高校時代、軽音楽部にも所属）、お経を読むこと[7]。
- 趣味は猫カフェ巡り、作曲[8]。
- 性格は穏やか、真面目、努力家。メンバーやファンからは癖が強いと言われることもある[9]。
- 座右の銘は「楽しまずして何の人生ぞや」[10]。
- 顔文字を駆使した文章が特徴で、メンバーマークはトラ。

## 出演

### テレビ番組
- ひろしま満点ママ!!（テレビ新広島、2023年4月11日・8月30日）
- イマナマ!（2023年4月11日・2024年1月29日、中国放送）
- テレビ派（2023年4月11日・8月30日・2024年1月29日・7月5日、広島テレビ）
- 音楽爆弾（2023年5月10日、テレビ大阪）
- よるのブランチ（2023年11月29日、TBSテレビ）
- ラヴィット!（2024年1月4日、TBSテレビ）
- 沼にハマってきいてみた（2024年2月24日、NHK Eテレ）
- オールスター合唱バトル（2024年7月14日、フジテレビ）
- 音ボケPOPS （2024年8月3日、TOKYOMX）
- 浜ちゃんが! （2024年10月9日、読売テレビ）
- これ余談なんですけど・・・ （2024年12月4日・11日、ABCテレビ）
- 有吉のお金発見 突撃!カネオくん （2024年12月14日、NHK総合）
- すてきにハンドメイド（2025年2月20日、NHK Eテレ）

### 配信
- SHIBUYA ANIME BASE（#16・#20・#30・#37、ABEMA）
- ミスタートロット ジャパン（#1〜#3、Lemino）